# Loi sur la juridiction administrative (Allemagne)
Lire en ligne

(de) gesetze-im-internet.de/vwgo/

La Loi sur la juridiction administrative (en allemand : Verwaltungsgerichtsordnung, abrégé en VwGO) est une loi fédérale allemande organisant la procédure devant les juridictions administratives allemandes. Elle se divise en cinq parties : une première sur l'organisation des tribunaux (I), une deuxième sur la procédure (II), une troisième sur les voies de réformation et une quatrième sur la reprise de la procédure (IV). Dans la cinquième partie se trouvent des dispositions transitoires et finales (V).